# ساعت بزرگ (فیلم)
ساعت بزرگ (انگلیسی: The Big Clock) فیلمی آمریکایی در سبک نوآر به کارگردانی جان فارو است که در سال ۱۹۴۸ منتشر شد.

## بازیگران
- ری میلند
- چارلز لوتن
- مورین اوسالیوان
- هری مورگان
- جورج مکریدی
- ریتا جانسون
- السا لنچستر
- ریچارد وب
- لوید کوریگان
- مارگارت فیلد
- ترزا هریس
- ارل هاجینز
- جان شیهان
- فرانک هاگنی
- لستر دُر
- بروکس بندیکت